# Ari Mannio

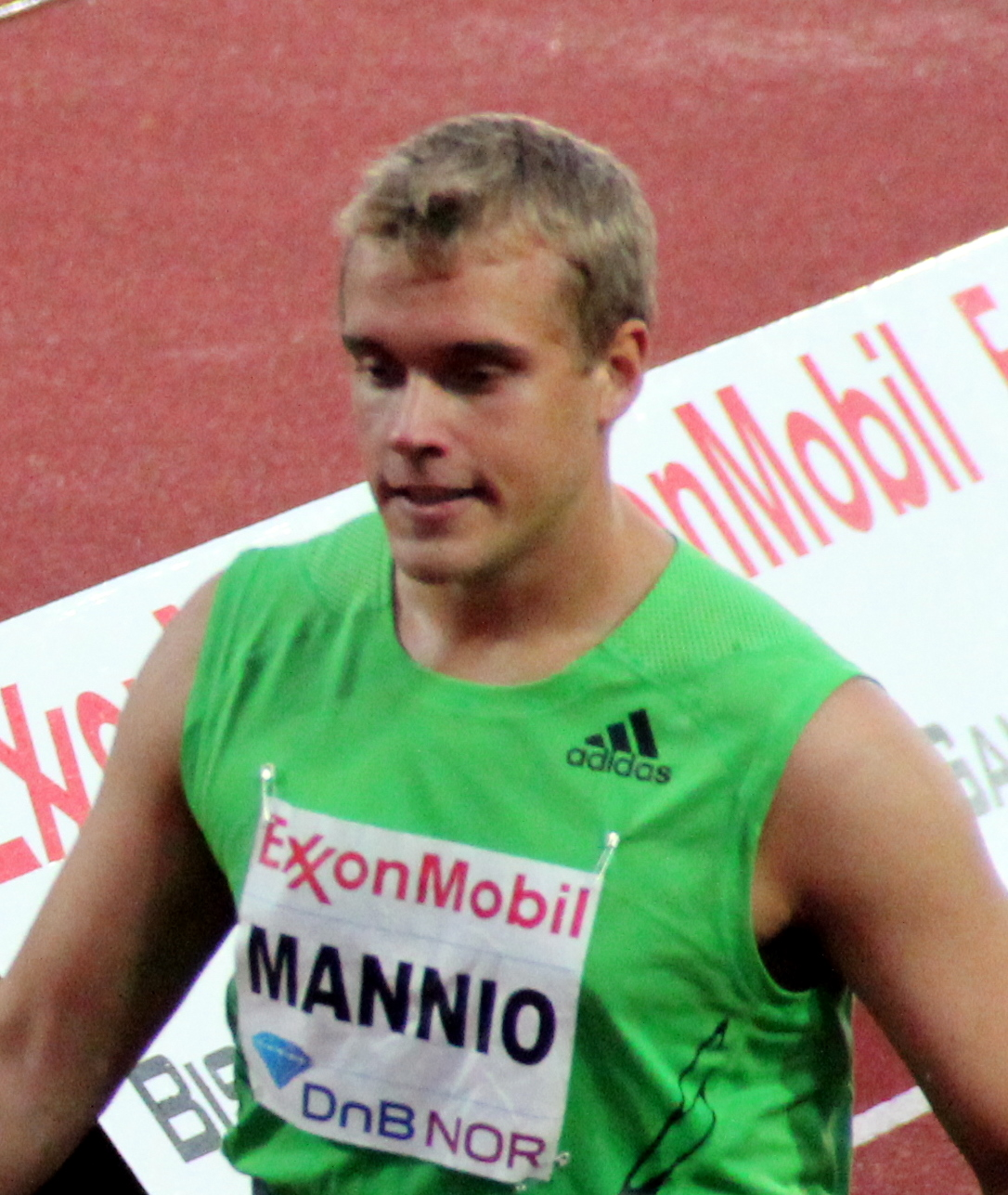
Ari Mannio 2011

Ari Pekka Mannio (* 23. Juli 1987 in Lehtimäki, Südösterbotten) ist ein finnischer Speerwerfer. Seine Bestleistung liegt bei 85,70 m, die er am 24. Mai 2009 in Leppävirta aufstellte. 
In Finnland galt er nicht zuletzt dank seiner Silbermedaille bei den Juniorenweltmeisterschaften 2006 in Peking zu den großen Nachwuchshoffnungen. 2005 war er Dritter bei den Europameisterschaften der Junioren geworden. Aufgrund der starken Konkurrenz in seinem Heimatland war er 2009 nur als Ersatzmann für die Leichtathletik-Weltmeisterschaften nominiert worden. 
In Helsinki gewann er 2012 die Bronzemedaille bei den Europameisterschaften. Bei den Olympischen Spielen 2012 qualifizierte Mannio sich für das Finale, erreichte dort aber nicht den Enddurchgang der besten acht und wurde Elfter.
Ari Mannio hat bei einer Größe von 1,80 m ein Wettkampfgewicht von 80 kg. 2011 war er finnischer Meister.